# Pseudemys nelsoni
Pseudemys nelsoni är en sköldpaddsart som beskrevs av  Archie Carr 1938. Pseudemys nelsoni ingår i släktet Pseudemys och familjen kärrsköldpaddor. IUCN kategoriserar arten globalt som livskraftig. Inga underarter finns listade i Catalogue of Life.
Arten förekommer i Florida och i angränsande områden av Georgia (USA). Den introducerades dessutom i Texas och på Brittiska Jungfruöarna.